# Europeiska rådets ordförande
Europeiska rådets ordförande, ibland felaktigt Europeiska unionens president, är en hög befattning inom Europeiska unionen som leder Europeiska rådet. Ordförandeposten är mer ceremoniell och administrativ än politisk eftersom ordföranden saknar beslutande funktion och inte deltar i Europeiska rådets omröstningar. Istället är ordförandens främsta uppgift att driva arbetet framåt och verka för sammanhållning och konsensus bland medlemsstaternas stats- eller regeringschefer. Ordföranden representerar också unionen i sin helhet vid internationella förhandlingar på statschefsnivå och mottar kreditivbrev från ambassadörer från tredjeländer som är ackrediterade vid Europeiska unionen.
Ordföranden utses av Europeiska rådet med kvalificerad majoritet för en period av två och ett halvt år, som kan förnyas en gång. Ordförandeposten har existerat ända sedan Europeiska rådet bildades som en informell sammanslutning i mitten av 1970-talet. Det var dock först genom Lissabonfördraget som Europeiska rådet fick en egen ordförandepost som inte själv tillhörde någon av medlemsstaternas stats- eller regeringschefer. Den 1 december 2009 tillträdde Herman Van Rompuy (EPP) som Europeiska rådets första egna ordförande. Hans mandatperiod förnyades under 2012 så att den sträckte sig fram till och med den 30 november 2014, då han efterträddes av Donald Tusk (EPP). I juli 2019 beslutade Europeiska rådet att utse Charles Michel (ALDE) till nästa ordförande med start den 1 december 2019. Han ersattes av António Costa den 1 december 2024.
Ordförandeposten benämns ibland felaktigt som ”EU:s president”. Detta är inte enbart en felaktig översättning av till exempel engelskans president eller franskans président, utan också en felaktig titulering eftersom rådsordföranden är ordförande för Europeiska rådet som institution och inte för unionen i sin helhet.

## Historia
Innan Lissabonfördraget trädde i kraft den 1 december 2009 leddes Europeiska rådet av den rådsmedlem som företrädde ordförandelandet. Detta innebar att ordförandeskapet halvårsvis roterade mellan medlemsstaternas stats- eller regeringschefer. Genom Lissabonfördraget infördes bestämmelserna om en egen ordförande för Europeiska rådet. Herman Van Rompuy valdes till den första egna ordföranden för Europeiska rådet och tillträdde sin post den 1 december 2009. Hans mandatperiod sträckte sig fram till och med den 30 november 2014, efter att Europeiska rådet den 1 mars 2012 valde honom med enhällighet för en andra mandatperiod.
Den 30 augusti 2014 valde Europeiska rådet Polens premiärminister Donald Tusk till Van Rompuys efterträdare. Han tillträdde den 1 december 2014, och blev den 9 mars 2017 omvald av Europeiska rådet för en andra mandatperiod, som sträckte sig fram till och med den 30 november 2019. Samtliga stats- eller regeringschefer, utom den polska premiärministern Beata Szydło, stödde Tusks kandidatur vid hans omval. På grund av inrikespolitiska stridigheter mellan Tusk och den polska regeringen motsatte sig den senare Tusks omval. Trots detta röstade övriga stats- eller regeringschefer igenom honom för en andra mandatperiod, något som var möjligt eftersom endast kvalificerad majoritet krävdes.
Den 2 juli 2019 valde Europeiska rådet Belgiens premiärminister Charles Michel till sin nästa ordförande. Han tillträdde den 1 december 2019 och ersatte då Donald Tusk på posten. Michel omvaldes av Europeiska rådet den 24 mars 2022 för en andra mandatperiod som sträcker sig fram till och med den 30 november 2024.
Den 27 juni 2024 valde Europeiska rådet António Costa till ny ordförande med start från och med den 1 december 2024.

## Utnämningsförfarande
Europeiska rådet väljer sin ordförande med kvalificerad majoritet för en period av två och ett halvt år. Denna mandatperiod kan förnyas en gång. I enlighet med samma förfarande kan Europeiska rådet avbryta mandatperioden för sin ordförande om han eller hon inte kan fullgöra sina uppgifter på ett korrekt sätt. I praktiken förutsätts Europeiska rådets ordförande ha innehaft ett nationellt mandat i Europeiska rådet innan han eller hon tillträder, antingen som stats- eller regeringschef. Ordföranden får dock inte inneha något nationellt mandat under sin mandatperiod. Det finns däremot inget i fördragen som hindrar Europeiska rådet från att välja Europeiska kommissionens ordförande som sin ordförande. Detta har bland annat den tidigare kommissionsledamoten Michel Barnier och den tidigare Europaparlamentarikern Andrew Duff förespråkat borde ske i framtiden för att uppnå en bättre koordinering mellan Europeiska rådet och Europeiska kommissionen.

## Funktioner och befogenheter

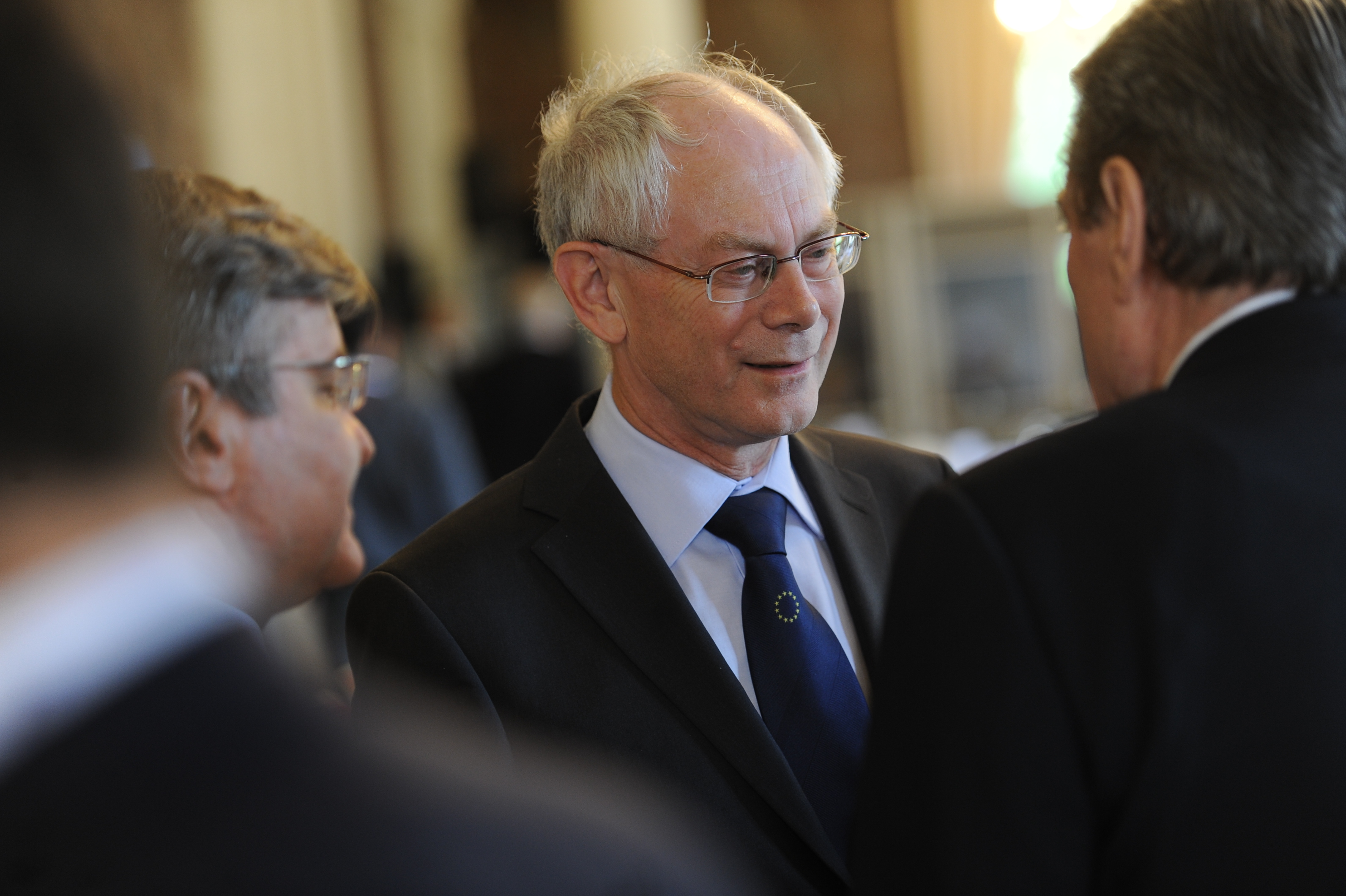
Herman Van Rompuy valdes till den första ordföranden 2009.

Ordförandens uppgift är att driva arbetet framåt, säkerställa förberedelser och kontinuiteten i Europeiska rådets arbete i samarbete med rådet för allmänna frågor och kommissionsordföranden, verka för sammanhållning och konsensus samt lägga fram en rapport för Europaparlamentet efter varje sammanträde. Ordföranden representerar också unionen i sin helhet vid internationella förhandlingar på statschefsnivå. Tillsammans med rådet för allmänna frågor och kommissionsordföranden förbereder och säkerställer ordföranden uppföljningen av Europeiska rådets sammanträden. Ordföranden upprätthåller ett nära samarbete och en nära samordning med rådets ordförandeskap och kommissionsordföranden. Beslut som antas av Europeiska rådet undertecknas av ordföranden. Däremot har ordföranden ingen egen beslutande funktion och deltar inte i Europeiska rådets omröstningar.
Om Europeiska rådets ordförande får förhinder, så som sjukdom eller dödsfall, ersätts han eller hon av den rådsmedlem som företräder ordförandelandet.

### Lön och andra privilegier
Lön, arvode och pension för Europeiska rådets ordförande fastställs av Europeiska unionens råd. Formella förhandlingar om ordförandens lön och andra privilegier påbörjades i april 2008 som en del av utkastet till unionens budget för 2009. Resultatet var att samma bestämmelser skulle gälla för ordföranden som för Europeiska kommissionens ordförande och att den månatliga grundlönen skulle motsvara 138 procent av grundlönen för en tjänsteman vid Europeiska unionen i tredje löneklassen av lönegrad 16. Det innebär en lön på 32 100,99 euro per månad, exklusive andra privilegier. Ordföranden har tillgång till en körd bil och ungefär 20 tjänstemän. Istället för att ha ett officiellt residens, vilket ansågs vara för symboliskt, får ordföranden bidrag för sin bostad i Bryssel, Belgien. Idén om ett eget flygplan avvisades på samma grunder som ett officiellt residens.

## Lista över ordförande
|  | Nr | Porträtt | Namn              | Ämbetstid  | Ämbetstid  | Tillträdde            | Nationalitet | Partitillhörighet |  |
|  | -- | -------- | ----------------- | ---------- | ---------- | --------------------- | ------------ | ----------------- |  |
|  | 1  |          | Herman Van Rompuy | 2009-12-01 | 2014-11-30 | 2009-12-01 2012-06-01 | Belgien      | EPP (CD&V)        |  |
|  | 2  |          | Donald Tusk       | 2014-12-01 | 2019-11-30 | 2014-12-01 2017-06-01 | Polen        | EPP (PO)          |  |
|  | 3  |          | Charles Michel    | 2019-12-01 | 2024-11-30 | 2019-12-01 2022-06-01 | Belgien      | ALDE (MR)         |  |
|  | 4  |          | António Costa     | 2024-12-01 | 2027-05-31 | 2024-12-01            | Portugal     | PES (PS)          |  |

### Roterande ordförandeskap
| År   | 1:a halvåret                     | 2:a halvåret                   |
| ---- | -------------------------------- | ------------------------------ |
| 1975 | Irland L. Cosgrave               | Italien A. Moro                |
| 1976 | Luxemburg G. Thorn               | Nederländerna J. den Uyl       |
| 1977 | Storbritannien J. Callaghan      | Belgien J. Lynch               |
| 1978 | Danmark A. Jørgensen             | Västtyskland H. Schmidt        |
| 1979 | Frankrike V. Giscard d’Estaing   | Irland J. Lynch                |
| 1980 | Italien F. Cossiga               | Luxemburg P. Werner            |
| 1981 | Nederländerna D. van Agt         | Storbritannien M. Thatcher     |
| 1982 | Belgien W. Martens               | Danmark P. Schlüter            |
| 1983 | Västtyskland H. Kohl             | Grekland A. Papandreou         |
| 1984 | Frankrike F. Mitterrand          | Irland G. FitzGerald           |
| 1985 | Italien B. Craxi                 | Luxemburg J. Santer            |
| 1986 | Nederländerna R. Lubbers         | Storbritannien M. Thatcher     |
| 1987 | Belgien W. Martens               | Danmark P. Schlüter            |
| 1988 | Västtyskland H. Kohl             | Grekland A. Papandreou         |
| 1989 | Spanien F. González              | Frankrike F. Mitterrand        |
| 1990 | Irland C. Haughey                | Italien G. Andreotti           |
| 1991 | Luxemburg J. Santer              | Nederländerna R. Lubbers       |
| 1992 | Portugal A. Cavaco Silva         | Storbritannien J. Major        |
| 1993 | Danmark P. Nyrup Rasmussen       | Belgien J. L. Dehaene          |
| 1994 | Grekland A. Papandreou           | Tyskland H. Kohl               |
| 1995 | Frankrike J. Chirac              | Spanien F. González            |
| 1996 | Italien R. Prodi                 | Irland J. Bruton               |
| 1997 | Nederländerna W. Kok             | Luxemburg J. C. Juncker        |
| 1998 | Storbritannien T. Blair          | Österrike V. Klima             |
| 1999 | Tyskland G. Schröder             | Finland P. Lipponen            |
| 2000 | Portugal A. Guterres             | Frankrike J. Chirac            |
| 2001 | Sverige G. Persson               | Belgien G. Verhofstadt         |
| 2002 | Spanien J. M. Aznar              | Danmark A. Fogh Rasmussen      |
| 2003 | Grekland K. Simitis              | Italien S. Berlusconi          |
| 2004 | Irland B. Ahern                  | Nederländerna J. P. Balkenende |
| 2005 | Luxemburg J. C. Juncker          | Storbritannien T. Blair        |
| 2006 | Österrike W. Schüssel            | Finland M. Vanhanen            |
| 2007 | Tyskland A. Merkel               | Portugal J. Sócrates           |
| 2008 | Slovenien J. Janša               | Frankrike N. Sarkozy           |
| 2009 | Tjeckien M. Topolánek J. Fischer | Sverige F. Reinfeldt           |

### Tidslinje
|  | Europeiska folkpartiet (EPP) Europeiska socialdemokratiska partiet (PES) Alliansen liberaler och demokrater för Europa (ALDE) |